# Индиан-Ривер (округ)
Индиа́н-Ри́вер (англ. Indian River county) — округ штата Флорида Соединённых Штатов Америки. На 2000 год в нём проживало 112 947 человек. По оценке бюро переписи населения США в 2005 году население округа составляло 128 594 человек. Окружным центром является город Виро-Бич.

## История
Округ Индиан-ривер был сформирован в 1925 году, будучи отделён от округа Сент-Луси. Он был назван по названию лагуны Индиан-Ривер, расположенной на востоке округа.

## География
Округ расположен на востоке центральной части штата. Граничит с округами: Бревард (на севере), Сент-Луси (на юге), Окичоби (на юго-западе) и Осеола (на западе). На востоке омывается водами Атлантического океана.

## Население
По данным переписи 2000 года население округа составляет 112 947 человек. Расовый состав: белые — 87,43 %; афроамериканцы — 8,19 %; азиаты — 0,74 %; коренные американцы — 0,25 %; океанийцы — 0,03 %; другие расы — 2,15 %; представители двух и более рас — 1,21 %. Возрастная структура: до 18 лет: 19,2 %; от 18 до 24 лет: 6 %; от 25 до 44 лет: 22,3 %; от 45 до 64 лет: 23,3 %; старше 64 лет — 29,2 %. Средний возраст населения — 47 лет. На каждые 100 женщин приходится 93,7 мужчин.
Динамика роста населения:
- 1940: 8 957 чел.
- 1950: 11 872 чел.
- 1960: 25 309 чел.
- 1970: 35 992 чел.
- 1980: 59 896 чел.
- 1990: 90 208 чел.
- 2000: 112 947 чел.
- 2010: 138 028 чел.

## Сообщества в округе

### Города
- Фелсмер
- Себасчан
- Виро-Бич

### Муниципалитеты
- Индиан-Ривер-Шорс
- Оркид

### Статистически обособленные местности
- Флорида-Ридж
- Гиффорд
- Розленд
- Саут-Бич
- Виро-Бич-Саут
- Уобассо
- Уобассо-Бич
- Уэст-Виро-Корридор
- Уинтер-Бич
- Уинсор

### Другие неинкорпорированные сообщества
- Деревня Блю-Сайпрэс
- Каммингс
- Невинс
- Осло
- Риомар
- Ройал-Поинсиана-Парк
- Виро-Лейк-Истейтс